# オーストリア空軍
オーストリア空軍（オーストリアくうぐん、ドイツ語: Österreichische Luftstreitkräfte、英語: Austrian Air Force）は、オーストリア共和国の空軍組織。

## 歴史

### 成立
1938年3月のナチス・ドイツによる合邦（アンシュルス）によってドナウ＝アルプス帝国大管区群となったオーストリアは第二次世界大戦での敗戦後、アメリカ、イギリス、フランス、ソビエト連邦の連合国4か国に分割統治された。1955年に連合国4か国とオーストリア国家条約を締結、主権国家として独立し、中立政策を導入、再軍備が行われ、陸軍と空軍で構成される連邦軍が組織された。オーストリア空軍にはソビエト連邦からYak-18練習機4機とYak-11練習機4機が供与され、パイロット養成を開始、1956年には初のヘリコプターとしてベル47Gが調達された。

### 冷戦期
1958年のレバノン危機勃発に伴い、ヨーロッパから中東方面へ展開するアメリカ空軍機がチロル州上空を無許可で横断するようになったことから、中立政策を維持するためにも戦闘機2個飛行隊程度の整備が検討され、イタリアのG.91を14機導入することが決定されたが、機種選定には近接航空支援能力を求めるオーストリア陸軍の意向が強く反映されたものとなった。しかし、1959年にオーストリア空軍はこの決定を覆し、新たに機種選定を開始、スウェーデンのJ29F、ソビエト連邦のMiG-17、チェコスロバキアのS-103が候補に挙げられた。アメリカからF-84FやF-86Fの導入も検討されたが、アメリカによる第二次世界大戦後の武器供与政策はほとんど終了していたうえ、領空通過に抗議したオーストリア政府の姿勢に不快感を示しており、実現の可能性は低いとみられたものの、交渉は秘密裏に実施されていた。1960年にはアメリカ政府との間でF-86F戦闘機36機を友好的価格にて調達することで同意、オーストリア空軍使節団が現地調査へ向かうことになった。しかし、オーストリア政府はアメリカ機導入でソビエト連邦を刺激することを恐れ、使節団帰国前に決定を覆してJ29Fの採用を発表し、12月に15機を発注、1962年に15機を追加発注した。
1963年に戦闘爆撃航空団が編成され、J29Fの運用が開始されたが性能的に長期の運用が難しいことは明らかだったため、1966年に次期戦闘機の予備調査が開始され、調査結果に基づいた候補としてスウェーデンのJ35D、アメリカのF-5A、フランスのミラージュIIIE、ゲオルグ・プラダー国防相の意向で追加されたアメリカのA-4Fの計4機種が挙げられ、比較試験が実施された。試験結果に基づき、F-5Aより性能面で優れ、価格的にミラージュIIIEより安価なJ35Dが選定され、国防省専門家会議はJ29F更新用に2個飛行隊分24機、練習機のマジステールとバンパイア更新用にスウェーデンで開発中のサーブ 105XTを1個飛行隊分12機採用するという提言をまとめた。しかし、1967年7月19日に開催されたプラダー国防相と専門家会議の会談結果、サーブ 105XTを2個飛行隊分20機を先に導入してパイロット養成した後、J35Dを1個飛行隊分12機を導入するという方針に変更され、1968年7月にサーブ 105XT 20機が発注された。さらに1969年にオーストリア政府は当初計画に含まれていなかった20機の追加発注を突如発表、導入機数は計40機になり、J-105Öの名称で1970年7月は引き渡しが開始され、1972年に全機納入が完了した。同年、J29Fが退役すると、J-105Öは空中監視任務も担うようになり、J35Dの導入計画は立ち消えてしまったが、1980年代に入ってから再検討され、1985年5月21日にスウェーデン空軍のJ35D再生整備機24機をJ35Öとして採用することを決定、1987年6月から1989年5月にかけて引き渡され、2個飛行隊が編成された。
オーストリア空軍は、オーストリア国家条約第13条の規定によりミサイル等の誘導兵器の保有が禁止されており、J35Öも空対空ミサイルの運用能力が外されていたが、冷戦終結後の1990年11月20日の改正で第13条を含む軍事・航空関係の規定が廃止され、これに伴いJ35ÖにはAIM-9運用能力が追加された。

### タイフーン機騒動
2002年7月2日、オーストリア空軍はJ35Öの後継機としてヨーロッパ4か国共同開発のタイフーンの選定を発表し、2003年8月22日に18機を発注したが、2007年6月26日に15機への削減を発表した。オーストリア空軍向けの機体はすべてドイツで組み立てられたトランシェ1 ブロック5A仕様の単座型で、乗員の機種転換訓練を自軍で行えないことからドイツ空軍に依託している。オーストリア空軍への引き渡しは同年7月12日から開始され、2009年9月24日に最終号機が引き渡された。なお、2017年2月16日にオーストリア国防省は、購入契約に関する手続きで詐欺があったとしてユーロファイターおよびエアバスを刑事告発、同年4月26日にはエアバスのトム・エンダースCEOが詐欺容疑で捜査された。同年7月7日にハンス・ピーター・ドスコジル国防相は、運用経費が高額なタイフーンを2020年から退役させると発表、戦闘飛行隊も将来的に1個に削減するとした。しかし、2020年7月6日にクラウディア・タナー国防相がJ-105Öの2020年末での退役と、空中監視任務のタイフーン1機種への集約を発表し、タイフーン退役の方針を転換した。また、タイフーンを巡る詐欺容疑での捜査も同年11月11日にウィーン高等裁判所が証拠不十分による審議終了を決定している。

## 組織
オーストリア空軍は、ザルツブルクの航空監視コマンド（ドイツ語: Kommando Luftraumüberwachung：KdoLRÜ）とフォーグラー空軍基地の航空支援コマンド（ドイツ語: Kommando Luftunterstützung：KdoLUU）で構成され、隷下に航空団と各種飛行隊を配置している。
- 航空監視コマンド（KdoLRÜ ザルツブルク）
  - 戦闘航空団（ヒンターストワッサー空軍基地）
    - 第1戦闘飛行隊 - タイフーン
    - 第2戦闘飛行隊 - タイフーン

  - レーダー大隊（ドイツ語版）（RadB ザルツブルク）
    - 大隊本部（StbKp）
    - 固定式レーダー監視所（ORS） - RAT-31DL（英語版）
    - 移動式レーダー監視所（MRS） - MRSC-403
    - 低空警戒レーダーシステム（TERS） - RAC3D
    - 管理支援中隊（FüUKp）

  - 第2防空大隊（FlAB2 ヒンターストワッサー空軍基地） - ミストラル、GDF-005
  - 第3防空大隊（FlAB3 ザルツブルク） - ミストラル、GDF-005
  - 第2整備施設（ヒンターストワッサー空軍基地）
- 航空支援コマンド（KdoLUU フォーグラー空軍基地）
  - 航空支援航空団（ブルモウスキー空軍基地）
    - 中型輸送ヘリコプター飛行隊（mTHSSta） - S-70A-42
    - 多目的ヘリコプター飛行隊（MzHSSt） - OH-58B
    - 軽航空輸送飛行隊（lLuTSta） - PC-6/B2-H2
    - 航空偵察飛行隊（LuAufklSta） - PC-6/B2-H2、OH-58B

  - 航空輸送飛行隊（LuTSta フォーグラー空軍基地） - C-130K
  - 第1軽輸送ヘリコプター飛行隊（lTHSSta1 フォーグラー空軍基地） - AB 212
  - 第2軽輸送ヘリコプター飛行隊（lTHSSta2 フォーグラー空軍基地） - AB 212
  - 連絡ヘリコプター飛行隊（VeHSSta フィアラ・ファーンブルック空軍基地） - SA 319
  - 第1整備施設（ブルモウスキー空軍基地）
  - 第3整備施設（フォーグラー空軍基地）

空軍に入隊した新兵に対する訓練は、ブルモウスキー空軍基地に所在する空軍学校（FlFlATS）においてパイロットからレーダー管制要員まですべての職種で実施される。なお、隷下に2個訓練飛行隊を有している。
- 航空機訓練飛行隊（ヒンターストワッサー空軍基地） - PC-7
- ヘリコプター訓練飛行隊（フォーグラー空軍基地） - SA 319

## 基地
| 基地名                             | 所在地                                             | 備考                         |
| ---------------------------------- | -------------------------------------------------- | ---------------------------- |
| ウィーナー・ノイシュタット空軍基地 | ニーダーエスターライヒ州ウィーナー・ノイシュタット |                              |
| フォンプ軍事ヘリポート             | チロル州シュヴァーツ                               | シュヴァーツヘリポートと共用 |
| ヒンターストワッサー空軍基地       | シュタイアーマルク州ツェルトベク                   |                              |
| フィアラ・ファーンブルック空軍基地 | シュタイアーマルク州アイゲン・イム・エンスタール   |                              |
| フォーグラー空軍基地               | オーバーエスターライヒ州ヘーアシング               | リンツ空港と共用             |
| ブルモウスキー空軍基地             | ニーダーエスターライヒ州ランゲンレバーン           |                              |

## 装備

### 固定翼機
| 名称       | 画像 | 製造国                            | 種別   | 調達数現用数 | 備考                         |
| ---------- | ---- | --------------------------------- | ------ | ------------ | ---------------------------- |
| タイフーン |      | イギリス ドイツ イタリア スペイン | 戦闘機 | 15           |                              |
| C-130K     |      | アメリカ合衆国                    | 輸送機 | 43           |                              |
| PC-6/B2-H2 |      | スイス                            | 連絡機 | 138          |                              |
| DA40NG     |      | オーストリア                      | 練習機 | 4            |                              |
| PC-7       |      | スイス                            | 練習機 | 1612         | 対地支援、空中監視任務も担う |

### 回転翼機
| 名称     | 画像 | 製造国         | 種別             | 調達数現用数   | 備考                          |
| -------- | ---- | -------------- | ---------------- | -------------- | ----------------------------- |
| OH-58B   |      | アメリカ合衆国 | 偵察ヘリコプター | 1210           |                               |
| SA 319   |      | フランス       | 汎用ヘリコプター | 2818           |                               |
| AB 212   |      | イタリア       | 汎用ヘリコプター | 2423           |                               |
| S-70A-42 |      | アメリカ合衆国 | 汎用ヘリコプター | 129            | オプション3機調達中           |
| AW169M   |      | イタリア       | 汎用ヘリコプター | ※調達予定数180 | 18機のうち6機は訓練用途に使用 |

### 対空兵器
- ミストラル[13]
- GDF-005×24基（他に6基が保管中）[13]

### 搭載兵器
- IRIS-T[13]